# 7691 Brady
7691 Brady eller 3186 T-3 är en asteroid i huvudbältet som upptäcktes den 16 oktober 1977 av den nederländsk-amerikanske astronomen Tom Gehrels och det nederländska astronomparet Ingrid van Houten-Groeneveld och Cornelis Johannes van Houten vid Palomarobservatoriet. Den är uppkallad efter den amerikanske astronauten Charles E. Brady.
Asteroiden har en diameter på ungefär 4 kilometer och den tillhör asteroidgruppen Nysa.